# Manuel Vernescu
Manuel Vernescu (n. 29 septembrie 1967 - 12 decembrie 2019) a fost editor de imagine și producător de televiziune român, la ProTV, originar din București. A fost editor la serialele românești (difuzate de ProTV) La Bloc (104 episoade), Vacanța Mare (2 sezoane), pentru Ca$$a Loco, editor imagine pentru emisiunile (difuzate de ProTV Internațional) De Suflet, Români de Succes, Concert Holograf, editor și producător la emisiunea O Lume Nebună, Nebună cu Melania Medeleanu (1994-1995) difuzată de Amerom Television C38. În 1990-91 a fost reporter la redacția Tineret a TVR condusă de către Jeana Gheorghiu.